# Église Saint-Nicolas de Saint-Arnoult-en-Yvelines
L'église Saint-Nicolas est une église catholique située à Saint-Arnoult-en-Yvelines, en France.

## Localisation
L'église est située dans le département français des Yvelines, sur la commune de Saint-Arnoult-en-Yvelines.

## Historique
La crypte date du IXe siècle ou du Xe siècle. La première construction remonte au XIIe siècle, puis est au XVe siècle.
L'édifice est classé au titre des monuments historiques en 1993.
Voir: Fonts baptismaux de Saint-Arnoult-en-Yvelines

## Paroisse
Elle est rattachée au groupement paroissial de Saint Arnoult en Yvelines,.